# مارین پریچ
مارین پریچ (کرواتی: Marin Perić؛ زادهٔ ۱۷ اکتبر ۱۹۹۰) بازیکن فوتبال اهل کانادا است.

## دوران باشگاهی
پریچ مدتی را در تیم Allerheiligen از لیگ منطقه‌ای اتریش گذراند و در سپتامبر ۲۰۱۹ به NK Krk بازگشت. با این حال، او در پایان سال دوباره از این باشگاه جدا شد.